# Blackstreet (album)
Blackstreet è l'album d'esordio dell'omonimo gruppo hip hop statunitense, pubblicato il 21 giugno del 1994 e distribuito da Interscope Records. Per il mercato europeo, giapponese e britannico, l'album è commercializzato da WEA, MCA Records e Atlantic Records.
| Recensione                    | Giudizio   |
| ----------------------------- | ---------- |
| AllMusic                      | [ 3 ]      |
| Q                             | [ 4 ]      |
| The Rolling Stone Album Guide | [ 5 ]      |
| The Source                    | favorevole |

## Tracce
Musiche di Chris Smith (tracce 1 e 3), Teddy Riley (tracce 1-5, 7-10, 12-20), Leon Sylvers III (tracce 4 e 20), Markell Riley (tracce 5, 7, 9, 13-14, 16-18), David Wynn (traccia 6), Michael Barber (traccia 8), Erick Sermon (traccia 9), 
1. Intro (Blackstreet Philosophy) (Interlude) – 0:56
2. Baby Be Mine (featuring David Roland Williams & Richard Iverson) – 3:02
3. U Blow My Mind (featuring Richard Iverson) – 3:50
4. Hey Love (Keep It Real) (Interlude) – 1:12
5. I Like the Way You Work (featuring Menton Smith) – 4:44
6. Good Life – 4:05
7. Physical Thing (featuring David Roland Williams) – 4:39
8. Make U Wet (featuring Idris Davidson) – 4:59
9. Booti Call (featuring Antwone Dickey) – 4:27
10. Love's In Need – 4:41
11. Joy – 4:54
12. Before I Let You Go – 5:00
13. Confession (Interlude) – 0:54
14. Falling In Love You Again – 4:34
15. Candelight Night (Interlude) – 0:55
16. Tonight's The Night (featuring Tammy Lucas) – 4:18
17. Happy Home – 5:38
18. Once In A Lifetime (Interlude) – 1:03
19. Wanna Make Love – 5:03
20. Givin' You All My Lovin' (featuring Markell Riley) – 4:12

Durata totale: 73:06

## Classifiche

### Classifiche settimanali
| Classifica (1994)         | Posizione massima |
| ------------------------- | ----------------- |
| Stati Uniti               | 52                |
| US Top R&B/Hip-Hop Albums | 7                 |